# Birgi
Birgi – niewielka miejscowość położona w Ödemiş, dzielnicy Izmir w Turcji . Jego obecna nazwa to zniekształcenie jego średniowiecznej greckiej nazwy, Pyrgion (gr Πυργίον, „wieżyczka”).

## Opis miasta

### Przeszłość miasta
Okolice Birgi w czasach starożytnych znajdowały się pod kontrolą cywilizacji perskiej, następnie przeszły pod kontrolę rzymską i bizantyjską. W czasach antycznych miasto znane było jako Dios Hieron (czyli Sanktuarium Zeusa), a w VII wieku n.e. jego nazwę zmieniono na Christoupolis. Od XII wieku używano nazwy Pyrgion, która w zniekształconej formie zachowała się do współczesności.
W XII wieku na tereny zachodniej Azji Mniejszej zaczęły napływać plemiona tureckie, które osadzały się na tym terenie z biegiem lat. Birgi stało się w tamtym okresie stolicą lokalnego państewka (Bejliku). Jako centrum polityczne i kulturowe, zostało ozdobione licznymi budynkami. Budowle te powstawały przy użyciu lokalnych materiałów budowlanych: gliny, kamieni i drewna, ale również z wykorzystaniem fragmentów architektonicznych budynków z dawnych lat. Ślady takiej działalności widoczne są w wielu dzisiejszych budowlach w Birgi. W 1426 roku Birgi zostało ostatecznie włączone w obręb Imperium Osmańskiego, w którym zachowało duże znaczenie jako centrum kulturowe aż do XVII wieku.
W 1994 roku miasto zostało uznane za miejsce Światowego Dziedzictwa Kulturowego przez turecką fundację ÇEKÜL (tur. Çevre ve Kültür Değerlerini Koruma ve Tanıtma Vakfı czyli Fundacja Ochrony i Promocji Dziedzictwa Naturalnego i Kulturowego). Od tego momentu miasteczko przeszło gruntowny proces restauracji i renowacji najbardziej znaczących budynków. Wszelkie oznakowania, nazwy ulic i kierunkowskazy wykonane są z drewna i komponują się z zabytkową zabudową.

### Miasto obecnie
Obecnie miasteczko Birgi liczy sobie około 5 tysięcy mieszkańców. Administracyjnie miasto to należy do prowincji Izmir, w obrębie której zarządzane jest przez władze dystryktu Ödemiş. Znajduje się w obrębie regionu Morza Egejskiego.

### Zabytki
Miasto posiada zabytki bizantyjskie, seldżuckie i osmańskie.
Przykładowe zabytki miasta:
- posiadłość Çakırağa Konağı;
- meczet Aydınoğlu Mehmet Bey (nazywany również Wielkim Meczetem czyli Ulu Camii) zbudowany w 1313 roku na rozkaz Mehmeta Beja, założyciela dynastii Aydınoğlu;
- Mauzoleum Ümmü Sultan Türbesi;
- Twierdza Madrasa, gdzie Sultan Mehmed II Zdobywca (w dniach 30 marca 1432 - 3 maja 1481) edukował się;
- Ruiny karawanseraju Şefik Bey Hanı (cmentarz oraz miejsce kultu pochowanego na nim Muhammeda ibn Pir Ali, znanego również jako İmam Birgivi. Przy drodze prowadzącej z centrum Birgi na cmentarz położone są pozostałości antycznego akweduktu).

## Źródła
- http://whc.unesco.org/en/tentativelists/5728/
- https://web.archive.org/web/20131026011107/http://turcjawsandalach.pl/content/birgi
- http://turcjawsandalach.pl/content/posiad%C5%82o%C5%9B%C4%87-%C3%A7ak%C4%B1ra%C4%9F-kona%C4%9F%C4%B1-w-birgi